# アニメ「ヘタリア The World Twinkle」キャラクターCD
「アニメ「ヘタリア The World Twinkle」キャラクターCD」は、テレビアニメ『ヘタリア ヘタリア The World Twinkle』（『Axis powers ヘタリア』のアニメ化の第6期）のキャラクターソングが収録されているシングル。2015年6月24日から11月6日にかけてフロンティアワークスから発売された。（販売元はメディアワークス）

## 概要
- Axis powers ヘタリアのキャラクターCDとしてはヘタリア キャラクターCD、ヘタリア キャラクターCD IIに続き第3シリーズ目にあたり、今シリーズはコンセプトが“コンビ”となっている[1]。
- 2015年6月24日から11月6日にかけて計8枚がリリースされた。なお、Vol.5 ノルウェー アイスランド以降の4枚は当初発表されていた発売日から1ヶ月の誤差をもって変更されている[2]。
- 収録内容はキャラクターソングとオフヴォーカル。第1シリーズとは違い、ミニドラマは収録されていない。第2シリーズまでとは異なり1枚のCDに2名の各キャラクターソングをそれぞれ1曲収録。枢軸・連合以外のキャラクターも参加している[3]。
- ジャケットは、前作までとは異なり日丸屋秀和は手がけておらず、アニメの描き下ろしイラストとなっている。初回生産盤には、ジャケットイラストのクリアカードが封入されている（トレーディング形式ではない）。
- 2017年9月6日に発売されたアルバムの『ヘタリア キャラクターソングCD The BEST Vol.3』に全16曲収録されているが、オフヴォーカルは未収録である。

## リリース一覧

### Vol.1 イタリア 日本
- 歌い手＝イタリア（浪川大輔）、日本（高橋広樹）。2015年6月24日に発売。

1. Che bello!～俺ん家は最高だよ☆～ [3:31]
作詞・作曲：YUMIKO、編曲：田熊知存／原田アツシ
2. 初夏の香り [4:52]
作詞・作曲：北島美奈、編曲：浜崎快声
3. Che bello!～俺ん家は最高だよ☆～（家出中ver.）
4. 初夏の香り（申し訳ありません。ただいま留守にしておりますver.）

### Vol.2 プロイセン ドイツ
- 歌い手＝プロイセン（髙坂篤志）、ドイツ（安元洋貴）。2015年7月8日に発売。

1. アア伝説級☆俺様街道 [3:52]
作詞：こだまさおり、作曲：イイジマケン、編曲：イイジマケン／沢田タッツ
2. 揺るぎないRhythmus [4:34]
作詞：城ヶ崎マリア、作曲：石田健太、編曲：徳永翔威
3. アア伝説級☆俺様街道（俺様は休憩中だ!ver.）
4. 揺るぎないRhythmus（俺は留守にしている!ver.）

### Vol.3 フランス イギリス
- 歌い手＝フランス（小野坂昌也）、イギリス（杉山紀彰）。2015年7月24日に発売。

1. ボンボンボン♡セボンセボン [4:34]
作詞・作曲：YUMIKO、編曲：田熊知存／原田アツシ
2. ブルーベルの森で [4:46]
作詞：こだまさおり、作曲・編曲：渡辺拓也
3. ボンボンボン♡セボンセボン（お兄さんは愛の旅路中ver.）
4. ブルーベルの森で（うん?今はティータイム中だぞver.）

### Vol.4 デンマーク スウェーデン
- 歌い手＝デンマーク（下崎紘史）、スウェーデン（酒井敬幸）。2015年8月5日に発売。

1. 楽しむっぺ!盛り上がっぺ!乾杯だっぺ! [3:55]
作詞：南口悠太、作曲・編曲：高橋浩一郎
2. ん。 [4:55]
作詞：YUMIKO、作曲：出田慎吾、編曲：須藤祐
3. 楽しむっぺ!盛り上がっぺ!乾杯だっぺ!（ちっと酒飲みに行ってくっかんなver.）
4. ん。（……日曜大工に夢中ver.）

### Vol.5 ノルウェー アイスランド
- 歌い手＝ノルウェー（岩崎征実）、アイスランド（浅倉歩）。2015年9月25日に発売。

1. うちは…しずか。～トロールといっしょ～ [4:30]
作詞：YUMIKO、作曲・編曲：杉山圭一
2. 来てみれば? ～オーロラを越えて～ [4:07]
作詞：こだまさおり、作曲・編曲：渡辺拓也
3. うちは…しずか。～トロールといっしょ～（トロールと電話中だべver.）
4. 来てみれば? ～オーロラを越えて～（パフィンと口論中ver.）

### Vol.6 フィンランド エストニア
- 歌い手＝フィンランド（水島大宙）、エストニア（高坂篤志）。2015年10月7日に発売。

1. モイモイサウナ♪ [3:54]
作詞・作曲：YUMIKO、編曲：須藤祐
2. 僕いかがですか? [4:20]
作詞：ENA☆、作曲・編曲：浦田尚克
3. モイモイサウナ♪（花たまごとお散歩中です♪ver.）
4. 僕いかがですか?（只今 ブログの更新中です☆ver.）

### Vol.7 アメリカ ロシア
- 歌い手＝アメリカ（小西克幸）、ロシア（高戸靖広）。2015年10月28日に発売。

1. It's Easy!!!! [3:56]
作詞・作曲：YUMIKO、編曲：須藤祐
2. 雪と夢のものがたり [3:19]
作詞：東川遙、作曲・編曲：杉山圭一
3. It's Easy!!!!（ヒーローは変身中ver.）
4. 雪と夢のものがたり（ひまわりを探しに……うふふっ♪ver.）

### Vol.8 中国 香港
- 歌い手＝中国（甲斐田ゆき）、香港（高城元気）。2015年11月6日に発売。

1. こまけーことは 不在意☆ [4:21]
作詞：YUMIKO、作曲：田代智一、編曲：浦田尚克
2. 開心☆ナイス街 [3:33]
作詞：江幡育子、作曲・編曲：磯江俊道
3. こまけーことは 不在意☆（夕飯の仕込み中あるver.）
4. 開心☆ナイス街（いま、足つぼ中だしver.）